# قتل ریوما
ریوما آنساتسو (به ژاپنی: 竜馬暗殺 Ryoma Ansatsu)، قتل ریوما، فیلمی است که در سال ۱۹۷۴ اکران شد. از بازیگران آن می‌توان به یوشیو هارادا، رنجی ایشیباشی، یوساکو ماتسودا، و کائوری موموئی اشاره کرد. در این فیلم یوشیو هارادا، نقش شخصیت تاریخی ساکاموتو ریوما را ایفا می‌کند.